# St. Matthias (Stadtkyll-Schönfeld)

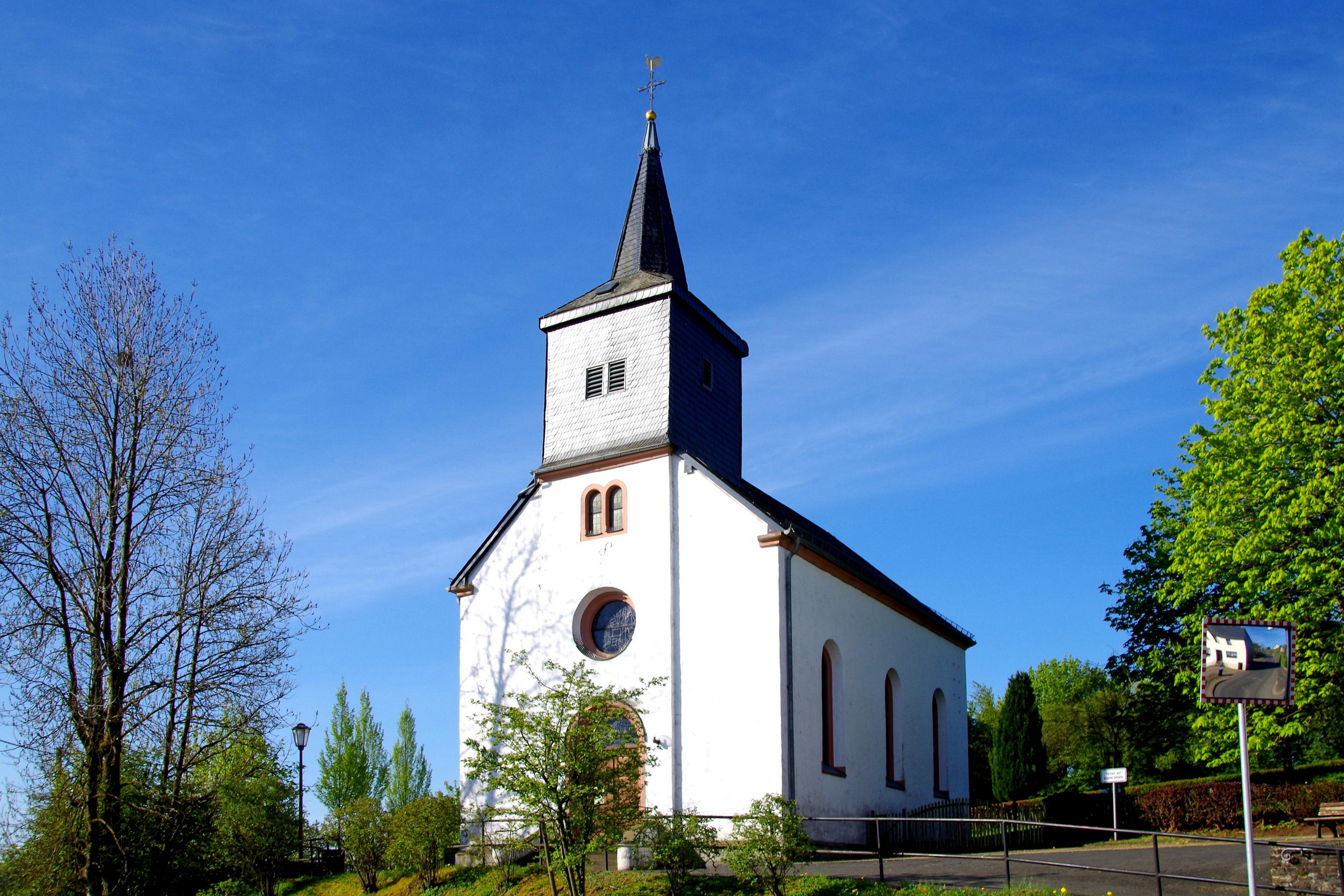
St. Matthias (Stadtkyll-Schönfeld)

Die Kirche St. Matthias ist eine römisch-katholische Kapelle in Schönfeld, Ortsteil von Stadtkyll im Landkreis Vulkaneifel in Rheinland-Pfalz. Die Kapelle ist Filialkirche der Pfarrgemeinde St. Josef in der Pfarreiengemeinschaft Obere Kyll im Bistum Trier.

## Geschichte
Da die Kirche Glocken von 1473 besitzt, wird angenommen, dass es bereits zu dieser Zeit in Schönfeld ein Gotteshaus gab. 1866 wurde die bestehende Kirche abgerissen und bis 1868 die heutige Saalkirche (12 × 8 Meter) gebaut, die allerdings erst 1908 eingeweiht werden konnte. 1993 erfolgte eine Renovierung. Kirchenpatron ist der Apostel Matthias.

## Ausstattung

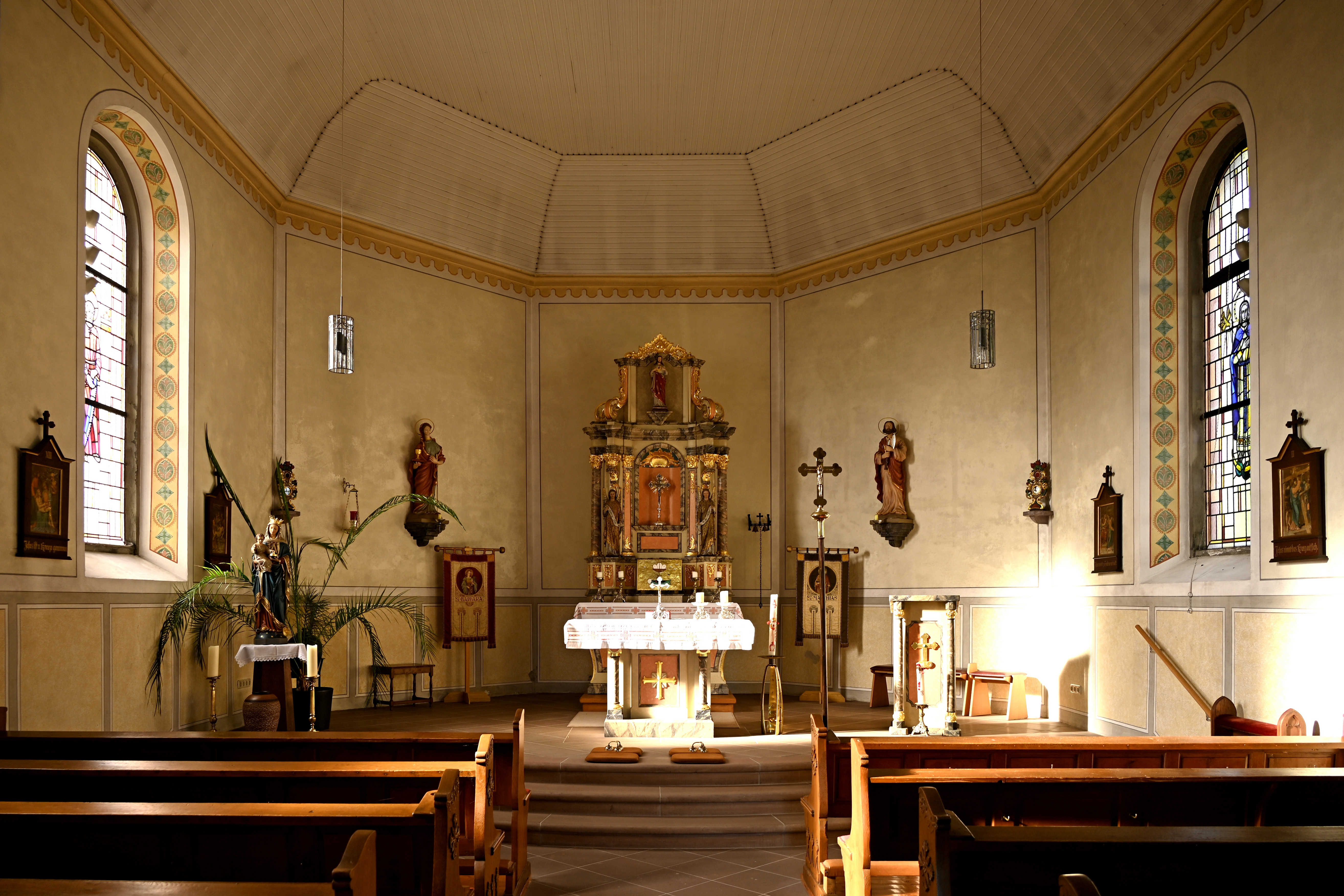
St. Matthias (Stadtkyll-Schönfeld)

Der hölzerne Säulenaltar, der ebenfalls hölzerne Zelebrationsaltar und der Säulen-Ambo sind stilistisch aufeinander abgestimmt. Die Kirche verfügt über Figuren der heiligen Barbara von Nikomedien, des Apostels Matthias mit Beil und der Muttergottes mit segnendem Jesuskind (bekleidet) auf dem rechten Arm.